# Gulp

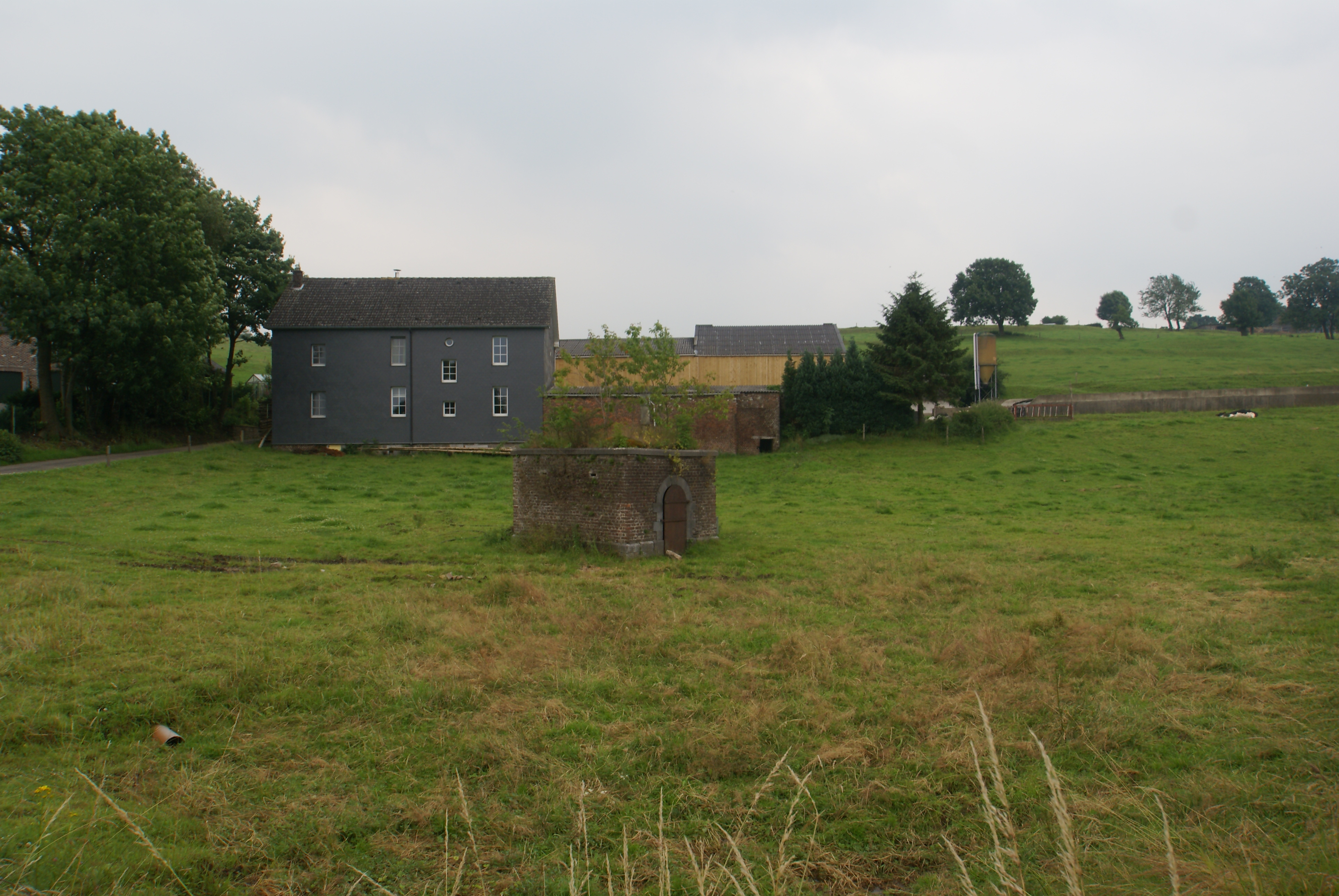
La font del Gulp a Gulpen (Hendrik-Kapelle)

El Gulp (Francès (rar): Galoppe) és un afluent del Geul que neix al lloc Gulpen a Hendrik-Kapelle a la província de Lieja a Bèlgica. Queden unes mencions escrites dels temps romans als quals el riu es deia Galopia o Gulippa, un mot que prové d'una arrel germànic que voldria dir Geul petit. És un dels rius rars que neix i que desemboca a dues localitats que tenen el mateix nom.

## Geografia

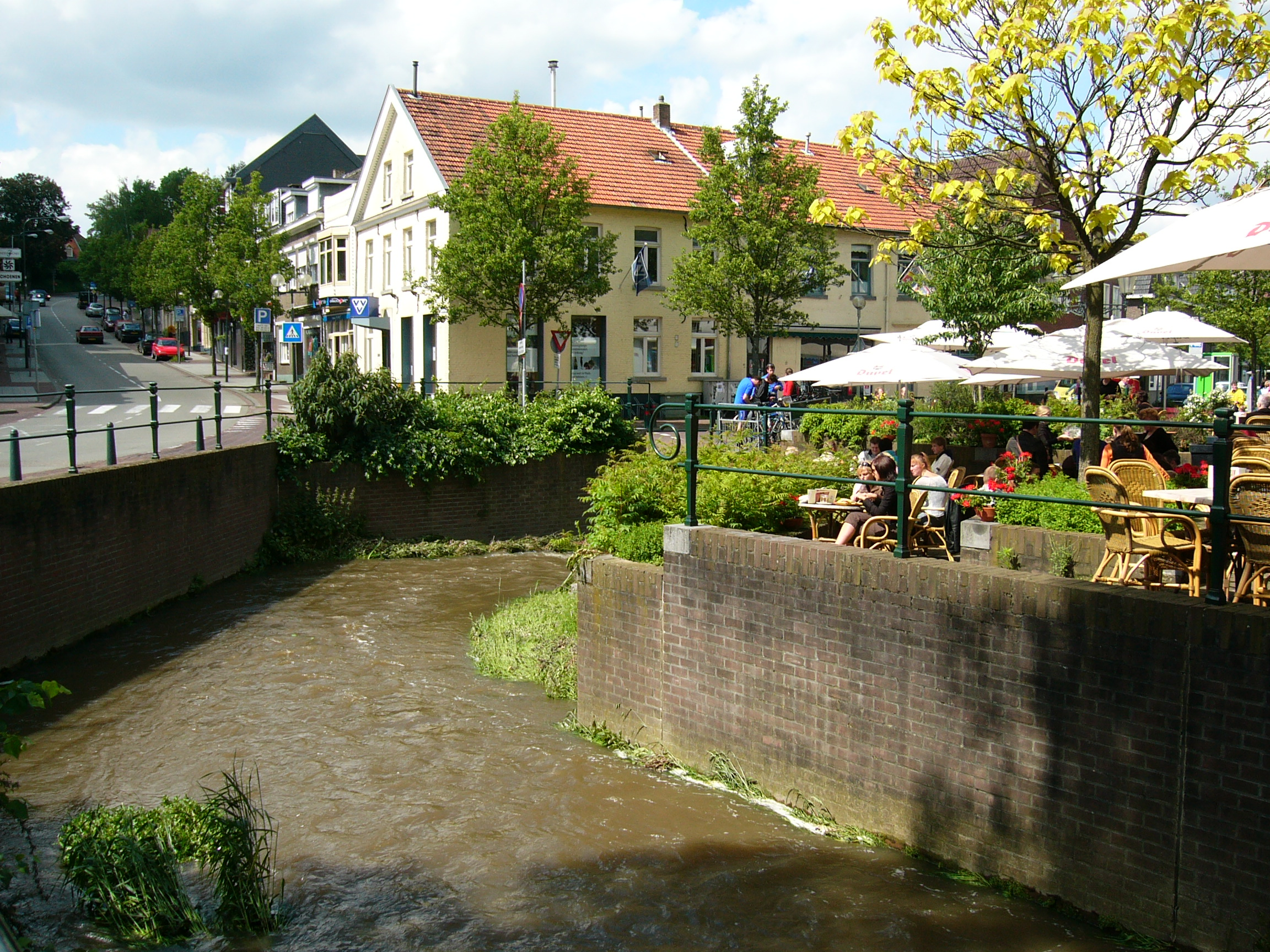
El Gulp prop de l'aiguabarreig amb el Geul a Gulpen

El riu té un curs molt sinuós i gairebé natural, tret dels recs construïts per a alimentar els molins als seus marges. El riu rega un paisatge molt divers amb selves, prats, camps, prats humits, aigües vives, horts… creuat amb camins fondos, aficionats pels passejants.
Des de Gulpen a Hendrik-Kapelle, el riu passa per Homburg i Moresnet, on rierols i petits fonts l'alimenten. Aigua avall passa Remersdaal, Teuven abans de travessar la frontera belgo-neerlandesa a la fita n° 17, posada el 1844, cinc anys després del tractat de Londres. A la província del Limburg neerlandès rega Slenaken, la selva del Grote Bos, Beutenaken, Waterop, Wijlre, Billinghuizen, Euverem, el castell Neuburg i Gulpen.

## Afluents
- Berilierebeek
- Mabroekerbeek
- Remersdalerbeek

## Curiositats

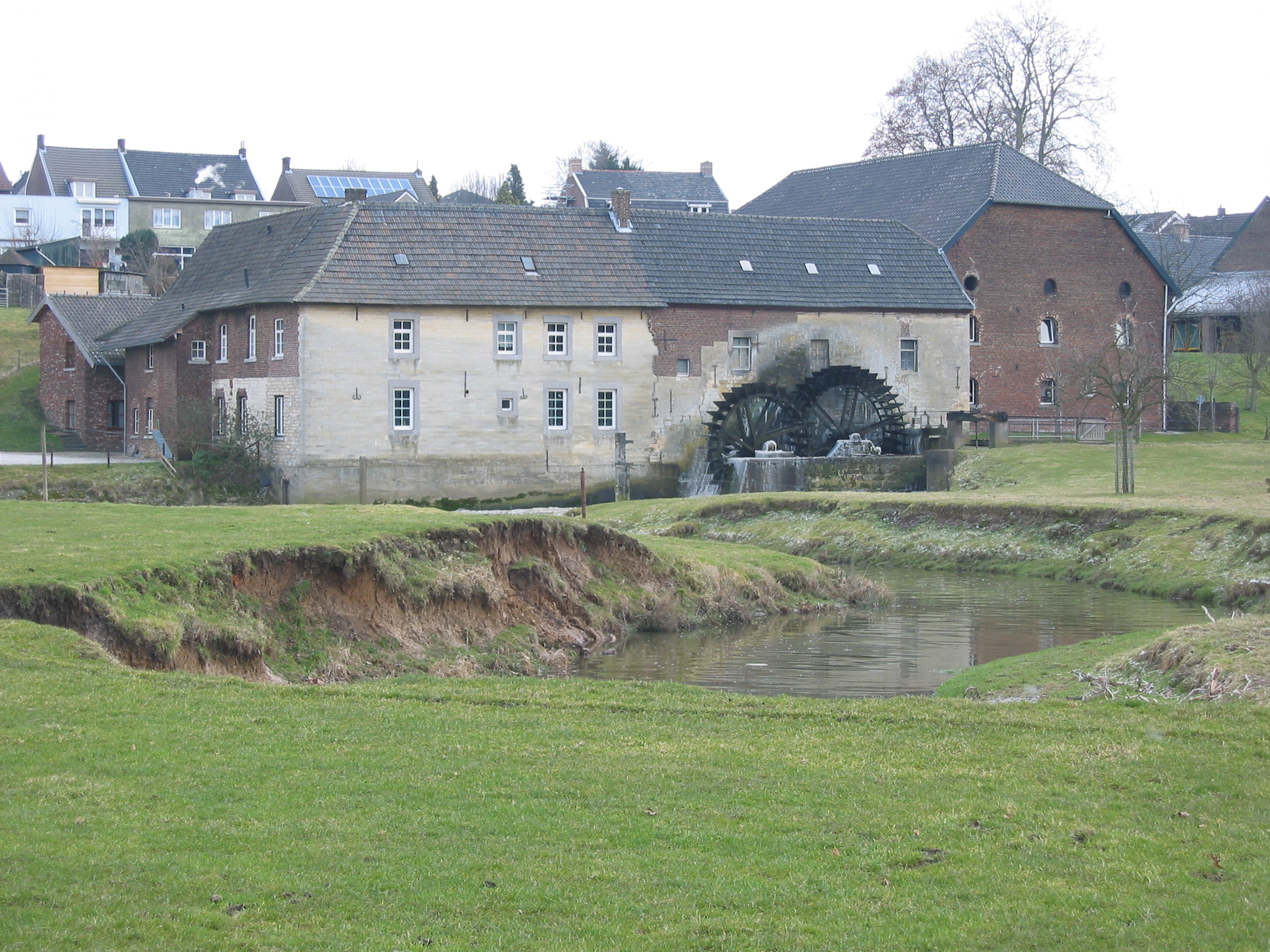
Molí a Wijlre

- El mas fortificat Veljaren a Homburg.
- El Castell d'Obsinnich a Remersdaal.
- Els castells Hof De Draeck i de Hoof a Teuven.
- El molí de Medael.
- El molí Broekmolen entre Slenaken en Beutenaken.
- El castell Karsveld.
- El molí de Wijlre, que serveix avui per a produir electricitat verd.
- El poble de Gulpen al qual desemboca al Geul.